# Ōmishima (Ehime)
El pueblo de Ōmishima (大三島町 Ōmishima-chō?) fue un pueblo del distrito de Ochi en la región de Toyo (東予地方 Tōyo-chihō?) de la prefectura de Ehime.

## Características
Ocupa la porción occidental de la isla Oomi del archipiélago de Geiyo (芸予諸島 Geiyo-shotō?).
Limitaba con los pueblos de Kamiura y Yoshiumi y la villa de Sekizen, todas del distrito de Ochi y actualmente parte de la ciudad de Imabari; además limitaba con las siguientes localidades de la prefectura de Hiroshima: la ciudad de Takehara (竹原市 Takehara-shi?), y los pueblos de Kinoe (木江町 Kinoe-chō?) y Higashino (東野町 Higashino-chō?), ambos del distrito de Toyota (豊田郡 Toyota-gun?) y en la actualidad parte del pueblo de Ōsakikamijima (大崎上島町 Oosakikamijima-chō?).
El 16 de enero de 2005 es absorbida junto a los pueblos de Kikuma, Oonishi, Miyakubo, Tamagawa, Yoshiumi, Hakata, Kamiura y Namikata, y las villas de Asakura y Sekizen, todas del distrito de Ochi, por la ciudad de Imabari.
Junto a los pueblos de Kamiura, Hakata, Yoshiumi y Miyakubo, era conocida como Tres Islas Cinco Pueblos (三島五町 Santō Gochō?) por la fuerte relación que existía entre estas localidades insulares del distrito de Ochi. En este contexto hubo dos alternativas: una integración entre los cinco pueblos para formar un pueblo con una población de menos de 30 000 habitantes; o integrarse además, junto a otros pueblos del mismo distrito a la ciudad de Imabari para conformar una ciudad con aproximadamente 180,000 habitantes. En cuanto a la primera opción, había varios pueblos que por su cercanía a la ciudad de Imabari estaban a favor de la segunda opción, así que a pesar de que el Ayuntamiento le quedaría bastante alejado se inclinó por la segunda.

## Accesos
La autovía de Nishiseto no atraviesa el pueblo, pero se puede acceder por medio del intercambiador Ōmishima (大三島インターチェンジ Ōmishima-intāchenji?) que se encuentra en el pueblo de Kamiura (el otro pueblo de la isla Oomi). 
Cuenta con un servicio de ferry que la comunica con el puerto de Imabari (今治港 Imabari-kō?).